# Christfried
Christfried ist ein männlicher Vorname.

## Herkunft und Bedeutung des Namens
Christfried ist ein in der Zeit des Pietismus (17. Jahrhundert / 18. Jahrhundert) gebildeter männlicher Vornamen aus „Christ-“ und dem alten Namensbestandteil „-fried“ (ahd. fridu „Schutz vor Waffengewalt, Friede“).

## Namensträger

### Christfried
- Christfried Berger (1938–2003), evangelischer Theologe
- Christfried Böttrich (* 1959), deutscher lutherischer Theologe
- Christfried Brödel (* 1947), deutscher Kirchenmusiker und Hochschullehrer
- Christfried Gebauer (* 1942), deutscher Agraringenieur und Politiker (CDU)
- Christfried Kirch (1694–1740), deutscher Astronom und Kalendermacher
- Christfried Präger (1943–2002), deutscher Bildhauer
- Christfried Schmidt (1932–2025), deutscher Komponist und Arrangeur
- Christfried Albert Thilo (1813–1894), deutscher lutherischer Theologe und Generalsuperintendent in Hildesheim
- Johann Christfried Sagittarius (1617–1689), deutscher Kirchenhistoriker und lutherischer Theologe
- Michael-Christfried Winkler (* 1946), deutscher Organist, Dirigent und Hochschullehrer

### Kristfrid
- Kristfrid Ganander (1741–1790), finnischer Volkskundler und Philologe